# Соціальні гарантії
Соціальні гарантії — матеріальні і юридичні запоруки, які забезпечують реалізацію соціально-економічних і соціально-політичних прав членів суспільства. До основних соцгарантій належать право на працю, право на відпочинок, право на житло, право на освіту й меддопомогу тощо.